# 쥐 (의학)
쥐는 근육에 이상이 생겨 근육 경련이 일어나 다리가 저리는 현상이다. 팔다리가 갑자기 경직돼 '쥐가 난다'고 표현하는 증상의 정확한 이름은 '근육경련'이다.

## 원인
근육을 무리하게 쓰거나 안 쓰던 근육을 쓰면 생긴다.같은자세로 오랫동안 지속, 반복적으로 앉아있을 경우에는 하지부분에 부종이나 하지혈관 쪽으로 문제가 생길 수 있다. 근육경련은 수영·걷기 등 일상의 간단한 운동을 하면서도 겪는 흔한 증상이다. 그러나 별다른 운동을 하지 않아도 근육경련이 빈번한 사람은 특정 질환을 의심해봐야 한다. 급성 콩팥병이나 심장질환, 뇌질환 등이 근육경련을 유발할 수 있다.

## 설명
몸의 어느 한 부분에 경련이 일어나 부분적으로 근육이 수축되어 그 기능을 일시적으로 잃는 현상이다.

## 같이 보기
- 마비
- 근육
- 혈관
- 경련
- 연축
- 근긴장도